# Loma Rancho Juan Méndez
Loma Rancho Juan Méndez är en ort i Mexiko.   Den ligger i kommunen Tenango del Valle och delstaten Mexiko, i den sydöstra delen av landet, 70 km sydväst om huvudstaden Mexico City. Loma Rancho Juan Méndez ligger 2 929 meter över havet och antalet invånare är 299.
Terrängen runt Loma Rancho Juan Méndez är huvudsakligen kuperad, men västerut är den bergig. Terrängen runt Loma Rancho Juan Méndez sluttar österut. Runt Loma Rancho Juan Méndez är det ganska tätbefolkat, med 248 invånare per kvadratkilometer. Närmaste större samhälle är Metepec, 18,1 km norr om Loma Rancho Juan Méndez. I omgivningarna runt Loma Rancho Juan Méndez växer huvudsakligen savannskog.